# Sint-Truiden
Sint-Truiden (franska Saint-Trond) är en stad som är belägen i Limburg, Belgien, med 38 828 invånare.

## Födda
- Barthélémy de Theux de Meylandt: Belgiens premiärminister
- Caroline Gennez: partiledare för SP.A